# Wow (pesem, Kylie Minogue)
»Wow« je pesem avstralske pevke Kylie Minogue z njenega desetega glasbenega albuma X (2007). Pesem so napisali Kylie Minogue, Greg Kurstin in Karen Poole, produciral jo je Greg Kurstin, po svetu je izšla kot drugi singl, v Severni Ameriki pa kot prvi klubski singl z albuma. Glasbeno je pesem »Wow« močna dance-pop pesem, ki vključuje tudi elemente nu-diso, eurodisco, house in nekaj new wave glasbenih interpretacij. Besedilo pesmi govori o nekom, ki izstopa.
Pesem »Wow« je s strani glasbenih kritikov prejela mešane do pozitivne ocene; mnogo kritikov je menilo, da je pesem dovolj močna in neodvisna za singl, pohvalili pa so tudi produkcijo pesmi. Kljub temu pa so menili, da pesmi niso izdali ob pravem času. Pesem »Wow« je komercialno postala izredno uspešna povsod po svetu. Veliko uspeha je požela v Evropi, predvsem na plesnih lestvicah. Zasedla je eno od prvih desetih mest na britanski in evropski ter eno od prvih dvajsetih mest na francoski, avstralski, novozelandski in madžarski glasbeni lestvici.
Čeprav so njen prejšnji singl, »2 Hearts«, digitalno izdali tudi tamkaj, so pesem »Wow« mnogokrat označili za prvo klubsko uspešnico Kylie Minogue v Združenih državah Amerike; zasedla je devetnajsto mesto na Billboardovi lestvici Hot Dance Club Songs, ni pa se uvrstila na lestvico Billboard Hot 100.
Videospot za pesem je režirala Melina Matsoukas, vključeval pa je Kylie Minogue v futuristični obleki v klubu, kjer pleše med ljudmi, oblečenimi kot vesoljci. Videospot je s strani glasbenih kritikov predvsem zaradi futurističnega stila prejemal predvsem pohvale. S pesmijo je pevka nastopila na treh koncertnih turnejah KylieX2008, North American Tour 2009 in nazadnje leta 2011 na turneji Aphrodite World Tour. Poleg tega je pesem izvedla tudi v svoji oddaji, The Kylie Show.

## Ozadje
Pesem »Wow« so napisali Greg Kurstin, Kylie Minogue in Karen Ann Poole. Kylie Minogue je med snemalno sejo na Ibizi želela, da bi z njeno partnerko pri pisanju besedil, Karen Ann Poole sodelovali z ameriškim novincem Gregom Kurstinom, ki je že prej deloval v glasbeni industriji kot glasbenik in producent. Pesem so napisali še na Ibizi. Na začetku so kot prvi singl z albuma nameravali izdati pesem »Wow« ali pesem »Like a Drug«, vendar so nazadnje izdali pesem »2 Hearts«. Potem, ko je pesem »2 Hearts« izšla kot glavni singl v Evropi in Aziji, je Kylie Minogue nameravala kot glavni singl v Združenih državah Amerike kot glavni singl izdati pesem »Wow«, vendar se je njena založba raje odločila za pesem »All I See«, saj so menili, da bo slednja pritegnila več občinstva. Pesem »All I See« se ni uvrstila na nobeno severnoameriško ali kanadsko glasbeno lestvico, zato so kot prvi klubski singl v Severni Ameriki izdali pesem »Wow«.

## Sprejem kritikov
Pesem »Wow« je s strani glasbenih kritikov prejela mešane ocene; veliko kritikov pesmi v oceni albuma sploh ni posebej omenjalo. Novinar revije The Boston Globe je pesem primerjal z Madonnino pesmijo »Holiday« (1983) in zraven napisal: »Pesem 'Wow' je pravzaprav pesem 'Holiday' z dodatnimi studijskimi steroidi.« Kelefa Sanneh iz revije The New York Times je napisala, da je pesem »Wow« »zelo podobna Madonninim delom iz osemdesetih.« Evan Sawdey iz revije MusicOMH je pesem zelo pohvalil in jo primerjal z njenimi prejšnjimi singli, kot so »Shocked«, »Too Far«, »Come into My World« in »The Loco-Motion«; v razširjeni oceni pesmi je napisal, da »dobro zapakirano delo s prijetno melodijo, zgrajena ob preprostih klavirskih melodijah, ki pa vas hitro zasvoji, vse skupaj pa bo v pop stratosferi zagotovo uspešno.« Napisal je tudi, da je pesem »enkratna.« Tudi Dave Hughes iz revije Slant je pesem pohvalil: »[Pesem] 'Wow' je čudovita stvaritev komercialno uspešnih vidikov kariere Kylie Minogue - to je hiperaktivno popotovanje čez zabavne disko pesmi, dobro iztržene single in kapljice nečesa, kar Kylie reciklira pri vsaki pesmi in brez sramu prodaja.« Napisal je tudi, da pesem od vseh pesmi z albuma najbolj izstopa.
Alex Fletcher iz revije Digital Spy pa je po drugi strani menil, da pesem »Wow« »nima tistega faktorja, zaradi katerega smo jo v preteklosti vzljubili,« kljub temu pa je napisal, da »disko zvoki in sintetizatorji v [pesmi] vseeno poskrbijo za veliko zabave.« V oceni za revijo The Guardian je Alexis Petridis napisala, da je pesem »fantastična« in jo primerjala s pesmimi, ki jih je za Kylie Minogue napisala skupina britanskih tekstopiscev Stock, Aitken, Waterman. Novinar revije Pitchfork Media, Tom Ewig, je napisal, da je »razburjenje [v pesmi] nalezljivo«, čeprav se »funk-elektro privlačnost marsikomu lahko zdi narejena.«

## Dosežki na lestvicah
15. decembra 2007 je Kylie Minogue s pesmijo »Wow« nastopila v finalu četrte sezone oddaje X Factor. Po nastopu je pesem 24. decembra 2007 debitirala na dvaintridesetem mestu britanske glasbene lestvice le na podlagi uspešne digitalne prodaje. Deset tednov kasneje je pesem na lestvici zasedla peto mesto. Februarja 2008 je pesem pristala na vrhu lestvice najbolje prodajanih klubskih pesmi v Združenih državah Amerike. Pesem je kasneje 7 180.000 prodanimi izvodi postala najbolje prodajan singl Kylie Minogue od pesmi »Love at First Sight«, izdane leta 2002. Pesem je veliko uspeha požela tudi v Franciji, kjer je debitirala na petnajstem, nato pa padla na osemindevetdeseto mesto. Vsega skupaj je pesem na francoski glasbeni lestvici ostala dvaindvajset tednov. Pesem je zasedla tudi mesta na nekaj drugih evropskih glasbenih lestvicah, na primer na avstrijski (triintrideseto mesto) in švicarski (enainpetdeseto mesto).
V rodni Avstraliji Kylie Minogue je pesem debitirala na enajstem mestu in na lestvici ostala še osem tednov. Debitirala je tudi na štiriintridesetem mestu švedske glasbene lestvice, kjer je nazadnje zasedla dvaintrideseto mesto in tamkaj ostala še pet tednov. Februarja je pesem debitirala na triinšestdesetem mestu romunske lestvice, kjer je nazadnje junija zasedla dvainštirideseto mesto ter tako postala prva pesem Kylie Minogue, ki se na tej lestvici ni uvrstila med prvih dvajset pesmi. 24. februarja 2008 je pesem debitirala na sedemnajstem mestu novozelandske glasbene lestvice. Po uspehu na radijih je 9. marca 2009 tamkaj zasedla šestnajsto mesto.
V Severni Ameriki je pesem po izidu na ameriških radijih s plesno glasbo postala uspešnica in debitirala na enem od prvih štiridesetih mest Billboardove lestvice Hot Dance Club Songs, kjer je nazadnje zasedla devetnajsto mesto. Pesem je zasedla tudi petindvajseto mesto Billboardove lestvice Dance/Mix Show Airplay in nazadnje zasedla še šestnajsto in sedemnajsto mesto lestvic Euro Digital Tracks ter Euro Digital Songs.

## Videospot

### Ozadje in zgodba
Izdali so dve različici videospota pesmi »Wow«. Obe različici je režirala Melina Matsoukas, posneli pa so ju zgodaj januarja 2008 v Los Angelesu, Kalifornija skupaj z videospotom za pesem »In My Arms«. Videospot je vključeval Kylie Minogue, kako pleše v futurističnem nočnem klubu, obkrožena s plesalcimi v vesoljskih oblekah. Videospot se prične s silhueto Kylie Minogue, ki pleše ob osvetljenem ozadju. Nato se, oblečena v bel moški suknjič, občinstvu tudi prikaže. Čez celoten videospot se prikazujejo silhuete Kylie Minogue in njenih spremljevalnih plesalcev, vmes pa se prikaže še nekaj dodatnih prizorov.

### Izid in sprejem
29. januarja 2008 se je videospot premierno predvajal na spetni strani PerezHilton.com . Na začetku so videospot nameravali izdati 30. januarja 2008 na britanskem kanalu Channel 4, a so premiero prestavili. Medijski regulator Ofcom je videospot kasneje odstranil s kanala, saj so menili, da tak način predvajanja zaradi uporabe stroboskopske predstave ne bo najprijaznejši do občinstva. Naslednji teden so videospot nekoliko preuredili in naslednji teden ponovno izdali na britanskih televizijskih kanalih. V videospotu se kot statist pojavi tudi Dani Artaud (poznan kot DaniGORE) iz glasbene skupine Millionaires.
Videospot je drugi najbolje gledani videospot Kylie Minogue na YouTubeu; do 24. avgusta 2009 si ga je ogledalo 36.238.185 ljudi.

## Nastopi v živo in uporaba v medijih
Pesem so vključili v film Čivava z Beverly Hillsa (2009) in soundtrack filma. Poleg tega je bila vključena na mnoge ABC-jeve reklame.
Pesem »Wow« so predvajali v finalni epizodi televizijske oddaje You Think You Can Dance in aprila 2008 še v ozadju nekaterih reklam za ABC-jevi seriji Razočarane gospodinje in Bratje in sestre. Kylie Minogue je s pesmijo in svojim singlom »All I See« nastopila v živo v mnogih oddajah že leto dni pred izidom, in sicer v sklopu promocije albuma X v Severni Ameriki. Pesem je novembra 2007 prvič izvedla v svoji oddaji The Kylie Show. Med nastopom je bila oblečena v natakarico in nosila kitke, skupaj s spremljevalnimi plesalci pa je nastopila na okroglem odru z new wave kostumi in lasuljami, Kylie Minogue pa je čez ves nastop hodila gor in dol po odru kot na modni pisti. Posnetek nastopa je na voljo na YouTubeu.
Poleg tega je Kylie Minogue pesem izvedla tudi na podelitvi nagrad Brit Awards leta 2008 in na svojih koncertnih turnejah:
- KylieX2008
- North American Tour 2009
- Aphrodite World Tour

## Seznam verzij
Digitalno

(izdan 18. februarja 2008)
1. »Wow«

Britanski CD s singlom #1

(CDR6754; izdan 18. februarja 2008)
1. »Wow«
2. »Cherry Bomb« (Minogue, Karen Poole, Christian Karlsson, Pontus Winnberg, Jonas Quant)

Britanski CD s singlom #2

(Velika Britanija: CDRS6754; izdan 18. februarja 2008)
1. »Wow«
2. »Do It Again« (Minogue, Kurstin, Poole)
3. »Carried Away« (Minogue, Kurstin, Poole)
4. »Wow« (Deathov metalni/disko remix)

Britanski disk s fotografijami

(12R6754; izdan 18. februarja 2008)
1. »Wow«
2. »Wow« (CSS-jev remix)
3. »Wow« (remix Davida Guette in Joachima Garrauda)
4. »Wow« (MSTRKRFT-jev remix)

Avstralski CD s singlom

(5144270082; izdan 18. februarja 2008)
1. »Wow«
2. »Do It Again«
3. »Carried Away«
4. »Wow« (Deathov metalni/disko remix)

Digitalna različica #1

(izdan 17. februarja 2008)
1. »Wow«
2. »Do It Again«
3. »Carried Away«
4. »Cherry Bomb«

Digitalna različica #2

(izdan 17. februarja 2008)
1. »Wow«
2. »Wow« (CSS-jev remix)
3. »Wow« (MSTRKRFT-jev remix)
4. »Wow« (remix Davida Guette in Joachima Garrauda)
5. »Wow« (Deathov metalni/disko remix)

Digitalna različica #3

(izdan 17. februarja 2008)
1. »Wow«
2. »2 Hearts" (remix Marka Browna)
3. »Wow« (videospot) (le v Veliki Britaniji)

Evropski CD s singlom #1

 (izdan 6. junija 2008)
1. »Wow«
2. »Can't Get You Out of My Head« (remix Grega Kurstina)

Evropski CD s singlom #2

 (izdan 4. julija 2008)
1. »Wow«
2. »Wow« (Deathov metalni/disko remix)
3. »Wow« (CSS-jev remix)
4. »Wow« (videospot)

## Dosežki
| Lestvica (2007/2008)                                  | Dosežek |
| ----------------------------------------------------- | ------- |
| Avstralija (ARIA)                                     | 11      |
| Avstrija (Ö3 Austria Top 75)                          | 72      |
| Belgija (Flandrija; Ultratop 50)                      | 37      |
| Danska (Tracklisten)                                  | 20      |
| Evropa (Billboard European Hot 100)                   | 8       |
| Francija (SNEP)                                       | 15      |
| Nemčija (Media Control Charts)                        | 41      |
| Madžarska (Rádiós Top 40)                             |         |
| Irska (IRMA)                                          | 10      |
| Nizozemska (Mega Single Top 100)                      | 36      |
| Nova Zelandija (RIANZ)                                | 16      |
| Švedska (Sverigetopplistan)                           | 32      |
| Švica (Schweizer Hitparade)                           | 51      |
| Združeno kraljestvo (UK Singles Chart)                | 5       |
| Združene države Amerike (Billboard Dance Club Play)   | 19      |
| Združene države Amerike (Billboard Hot Dance Airplay) | 25      |

| Leto | Država                              | Dosežek |
| ---- | ----------------------------------- | ------- |
| 2008 | Velika Britanija (UK Singles Chart) | 64      |
| 2008 | Evropa (Eurochart Hot 100 Singles)  | 100     |

## Ostali ustvarjalci
Vir:
- Kylie Minogue – glavni vokali
- Greg Kurstin - produkcija, vsi inštrumenti, mešanje
- Karen Poole - spremljevalni vokali, vokalna produkcija
- Eddie Miller - dodatno urejanje
- Geoff Pesche - urejanje
- Posneto v studiu Magnetic v Ibizi in studiu Echo v Los Angelesu, Kalifornija